# الجبه
الجبة یک منطقهٔ مسکونی در سوریه است که در استان ریف دمشق واقع شده‌است.

## خصوصیات
الجبة ۲٬۸۲۹ نفر جمعیت دارد.